# Proporcionalita
Proporcionalita (z lat. proportio, poměr) znamená poměrnost či přiměřenost.
V estetice určuje pravidla, podle nichž se mají řídit vzájemné vztahy jednotlivých částí uměleckého díla v rámci harmonie.

## Příklady
- estetický kánon u proporcí tělesných typů člověka
- zlatý řez
- kvadratura/kvadratura kruhu
- triangulatura rovnostranného trojúhelníku
- harmonická proporce, tj. přenos vztahů mezi kmitáním v hudbě na délkové vztahy (Leon Batista Alberti)
- Modulor (Le Corbusier)
- princip proporcionality v právu